# Crenimugil crenilabis
Crenimugil crenilabis е вид лъчеперка от семейство Mugilidae. Видът не е застрашен от изчезване.

## Разпространение и местообитание
Разпространен е в Австралия, Американска Самоа, Вануату, Гуам, Египет, Йемен, Индонезия, Камбоджа, Кирибати, Китай, Мавриций, Мадагаскар, Малайзия, Малдиви, Маршалови острови, Микронезия, Мозамбик, Нова Каледония, Оман, Остров Рождество, Острови Кук, Палау, Папуа Нова Гвинея, Самоа, Саудитска Арабия, Северни Мариански острови, Сейшели, Сингапур, Соломонови острови, Сомалия, Судан, Танзания, Тонга, Фиджи, Филипини, Френска Полинезия, Хонконг, Южна Африка и Япония.
Обитава крайбрежията и пясъчните дъна на сладководни и полусолени басейни, морета, лагуни и рифове. Среща се на дълбочина от 0,5 до 15,3 m, при температура на водата от 22,5 до 29,3 °C и соленост 34,2 – 36,1 ‰.

## Описание
На дължина достигат до 60 cm.